# Wahlkreis Glauchau
Der Wahlkreis Glauchau war ein Landtagswahlkreis zur Landtagswahl in Sachsen 1990, der ersten Landtagswahl nach der Wiedergründung des Landes Sachsen. Er hatte die Wahlkreisnummer 55. Für die Landtagswahlen 1994 wurde auch infolge der Kreisreform die Wahlkreisstruktur verändert, zudem wurde die Zahl der Wahlkreise von 80 auf 60 verringert. Das Gebiet des Wahlkreises Glauchau wurde bis auf zwei Gemeinden Teil des Wahlkreises Chemnitzer Land 1. Die Gemeinden Dennheritz und Schlunzig wechselten zum Wahlkreis Zwickauer Land 1.
Der Wahlkreis umfasste folgende Gemeinden und Städte des Landkreises Glauchau: Dennheritz, Dürrenuhlsdorf, Glauchau, Kaufungen, Meerane, Niederlungwitz, Niederwinkel, Oberwiera,
Reinholdshain, Remse, Schlunzig, Schönberg, Waldenburg, Weidensdorf, Wernsdorf, Wolkenburg

## Ergebnisse
Die Landtagswahl 1990 fand am 14. Oktober 1990 statt und hatte folgendes Ergebnis für den Wahlkreis Glauchau:
| Direktkandidat | Partei (Kürzel) | Erststimmen (%) | Zweitstimmen (%) |
| -------------- | --------------- | --------------- | ---------------- |
|                | DA              | -               | 00,4             |
| Gunter Bolick  | CDU             | 52,3            | 55,9             |
|                | Chr. L          | -               | 00,4             |
|                | DBU             | -               | 00,4             |
|                | DSU             | 07,2            | 04,3             |
|                | F.D.P.          | 07,1            | 05,8             |
|                | LL-PDS          | 06,5            | 06,3             |
|                | NPD             | -               | 00,7             |
|                | FORUM           | 05,3            | 04,6             |
|                | RAP             | -               | 00,1             |
|                | SHB             | -               | 00,1             |
|                | SPD             | 21,5            | 20,9             |

Es waren 50.118 Personen wahlberechtigt. Die Wahlbeteiligung lag bei 74,3 %. Von den abgegebenen Stimmen waren 1,9 % ungültig. Als Direktkandidat gewählt wurde Gunter Bolick (CDU). Er erreichte 52,3 % aller gültigen Stimmen.